# Первая Речка (вагоно-пассажирское депо)
Вагоно-пассажирское депо ст. Первая речка — депо Дальневосточной железной дороги.
Расположено на станции Первая Речка (город Владивосток). Осуществляет ремонт пассажирских вагонов. Включает с себя такие цеха как: столярный, токарный, слесарный, кузнечный, колёсный, сварочный, аккумуляторный, малярный и электроцех. 
Общая длина составляет около 250 м, в корпусе расположены 4 нитки путей.